# Nombres fiancés
 (novembre 2019).
Si vous disposez d'ouvrages ou d'articles de référence ou si vous connaissez des sites web de qualité traitant du thème abordé ici, merci de compléter l'article en donnant les références utiles à sa vérifiabilité et en les liant à la section « Notes et références ».

En arithmétique, deux nombres (entiers strictement positifs) sont dits fiancés ou quasi-amicaux si chacun des deux nombres est égal à la somme des diviseurs non triviaux de l'autre.

Si l'on note s(n) la somme des diviseurs stricts de n et σ(n) = s(n) + n la somme de tous ses diviseurs, deux nombres distincts m et n sont donc fiancés si et seulement si
ou, ce qui est équivalent :
Les premiers couples de nombres fiancés (sequence A005276 de l'OEIS) sont : (48, 75), (140, 195), (1050, 1925), (1575, 1648), (2024, 2295), (5775, 6128).
Tous les couples de nombres fiancés connus sont de parité différente. Si un couple de nombres de même parité existe, ils doivent être supérieurs à 1010.